# 오스왈도 산체스
오스왈도 산체스(Oswaldo Javier Sánchez Ibarra, 1973년 9월 21일 ~ )는 멕시코의 축구선수이다.